# Port Hardy
Port Hardy ist eine Kleinstadt im Norden von Vancouver Island in der kanadischen Provinz British Columbia.
Die Gemeinde liegt nahe dem Endpunkt des Highway 19, vom Duke Point Ferry Terminal in Nanaimo, zum Bear Cove Ferry Terminal. Als die nördlichste Stadt der Insel bildet Port Hardy das Tor zum Cape Scott Provincial Park etwa 50 km weiter westlich, der aber teilweise nur über Schotterpisten erreichbar ist. Das Gleiche gilt für die Brooks-Halbinsel.
Der Name des Ortes geht auf Vizeadmiral Sir Thomas Masterman Hardy zurück, den Kapitän der Victory.

## Geschichte
Das lokale Museum bildet entsprechend der Regionalgeschichte drei Schwerpunkte. Der bedeutendste ist dabei die Geschichte der First Nations, die rund 8000 Jahre zurückreicht, dann der Posten der Hudson’s Bay Company (HBC), schließlich die Geschichte der sogenannten Pioniere. Zur Präsentation ihrer Geschichte hat sich ein Verband von neun Museen gebildet, die die Geschichte und Kultur der Nordspitze der Insel darbieten.
In der Nähe des Ortes wurden die ältesten Funde der Besiedlung von Vancouver Island gemacht. Der Fundort ist eine Bucht, die Bear Cove, deren Artefakte auf ca. 6000 v. Chr. datierbar sind. Zwischen 3000 v. und 500 n. Chr. herrschte eine Kultur vor, die durch Obsidianklingen gekennzeichnet war. Die sich anschließende dritte Periode ist weniger eine Jäger- und Sammlerkultur als eine maritime Kultur, die durch Kanus und durch andere Beutetiere, nämlich Robben und Lachse gekennzeichnet ist.
1792 segelte Captain James Johnstone an der Quatse Bay vorbei. Nach ihm wurde die ostwärts von Port Hardy gelegene Johnstone Strait benannt.
Als die HBC Fort Rupert errichten ließ, waren die umgebenden Stämme – durch den Pelzhandel mit Europäern mit Gewehren ausgestattet – zu erfolgreichen Händlern und Sklavenjägern geworden, die ihre Raubzüge bis nach Washington ausdehnten. Doch die Europäer schleppten auch Krankheiten ein, wie Pocken, die entlang der Küste zuerst die Küsten-Salish trafen (ab 1775), dann die an der Westküste der Vancouver-Insel lebenden Nuu-chah-nulth-Stämme (besonders 1862), schließlich auch die Kwakwaka'wakw-Stämme um Port Hardy.
1860 benannte Captain Richards, als ihn seine Forschungsreise in den Norden brachte, die Bucht Hardy Bay, nach Lieutenant Thomas Masterman Hardy, der in den Napoleonischen Kriegen eine Rolle gespielt hatte.
Erst 1904 kamen die ersten Siedler in den Ort und nannten ihn Port Hardy, doch verlegte man 1925 den Ort an die Westseite der Bucht. Durch dänische Zuwanderung machte sich ein gewisser Einfluss dieser Gruppe bemerkbar, die sich um Holberg konzentrierte. Dort entstand 1940 eine wandernde Sägemühle, die in einigen Gegenden zur völligen Entwaldung führte.
Von den 1950er Jahren bis 1991 unterhielt die Royal Canadian Air Force eine Radarstation in der Nähe der Stadt.
Die Einwohnerzahl der Gemeinde wuchs in der Zeit immer weiter an, so dass am 5. April 1966 die Zuerkennung der kommunalen Selbstverwaltung für die Gemeinde erfolgte (incorporated als District Municipality).

## Demographie
Der Zensus im Jahr 2016 ergab für die Gemeinde eine Bevölkerungszahl von 4.132 Einwohnern, nachdem der Zensus im Jahr 2011 für die Gemeinde noch eine Bevölkerungszahl von 4.008 Einwohnern ergab. Die Bevölkerung hat damit im Vergleich zum letzten Zensus im Jahr 2011 um 3,1 % zugenommen, während die Bevölkerung in der Provinz Britisch Columbia gleichzeitig um 5,6 % anwuchs. Im Zensuszeitraum 2006 bis 2011 hatte die Bevölkerung noch um 186 Einwohner (4,1 %) zugenommen und lag damit unter dem Provinzdurchschnitt mit einem Zuwachs von 7,0 %. Mit diesem Bevölkerungszuwachs drehte sie den Bevölkerungsverlust um den die Gemeinde im Vergleich zum Zensus 2001 erlitten hatte. Im Zensuszeitraum 2001 bis 2006 hatte die Bevölkerung um 16,4 % abgenommen, während in der Provinz die Bevölkerung um 5,3 % gewachsen war.

## Infrastruktur
Trotz seiner geringen Einwohnerzahl und der umgebenden Wildnis hat Port Hardy einen Kleinstadtcharakter. Es bietet zudem genügend Dienstleistungen, um auch die zusätzlichen Touristen im Sommer mit zu versorgen. So gibt es ein Besucher- sowie ein größeres Einkaufszentrum und angeschlossene Supermärkte, drei 24-Stunden Tankstellen, Kleidungs- und Kunstläden, eine Sporthalle, Autohändler, Bankfilialen, eine Bücherei, Kirchen, Bars und Restaurants und Dutzende kleinerer Läden. Ein Krankenhaus, eine Feuerwache und Ambulanz sowie eine Polizeistation bilden den öffentlichen Dienst.
Andere öffentliche Anlagen sind der Clocktower, die Hafenmole und der Rotary Park. Außerdem gibt es einen Skatepark nahe der Arena bzw. dem Swimmingpool.
Der örtliche Flughafen Port Hardy (IATA-Code: YZT, ICAO-Code: CYZT, TC-LID: –) liegt rund 10 südwestlich der Gemeinde und hat drei asphaltierte Start- und Landebahn mit einer Länge von bis zu 1524 m.
Öffentlicher Personennahverkehr wird örtlich und regional mit sieben Buslinien durch das „Mount Waddington Transit System“ angeboten, welches von BC Transit in Kooperation betrieben wird. Das System bietet auch Verbindungen nach Port McNeill und Fort Rupert, Coal Harbour sowie Woss.
Der Hafen ist geprägt durch den Tidenhub der Queen Charlotte Strait, der hier im Regelfall zwischen 2 und 5 Meter beträgt.

## Klima
Laut der Klimaklassifikation nach Köppen und Geiger herrscht in Port Hardy ein gemäßigtes Ozeanklima (Cfb). Im Winter liegt die Durchschnittstemperatur bei 0,5 °C, die Schneehöhe bei 63 cm. Im Sommer dagegen steigt das Mittel auf 17,7 °C. Regenfälle sind mitunter stark und summieren sich auf 1870 mm im Jahresmittel.

## Tier- und Pflanzenwelt
In der Gegend um Port Hardy, und sogar in der Stadt selbst, können Hirsche, Schwarzbären, Weißkopfseeadler, Ziesel und darüber hinaus zahlreiche Kleintiere sowie Vogelarten beobachtet werden. Das hängt damit zusammen, dass den Tieren durch Straßenbauten, vor allem aber durch rücksichtslose Abholzung der Lebensraum genommen wurde und wird. Insbesondere entlang dem Naturpfad Quatse Loop oder bei Storey's Beach sind dennoch Sichtungen keine Seltenheit. Auch Buckelwale können von der Bucht bei Rotary Park aus gesehen werden. Folgerichtig werden Tierbeobachtungen per Boot, zu Fuß oder mit dem Kajak angeboten, außerdem Angeltouren und Campingplätze in der Hauptsaison. Der Tidenhub der Queen Charlotte Strait beträgt hier im Regelfall zwischen 2 und 5 Meter. Die dadurch entstehende Gezeitenzone ist reich an maritimen Leben. Bei Ebbe besteht die Möglichkeit am Strand Muschelbänke und andere maritime Lebewesen zu sehen.
Das kann aber nicht darüber hinwegtäuschen, dass von der ursprünglichen Landschaft nur noch wenig übrig geblieben ist. Nur die Parks bieten noch Reste der gemäßigten Regenwälder.

## Tourismus
Der touristische Leitspruch der Gemeinde lautet: Living the adventure („das Abenteuer leben“). Das Eingangsschild des Ortes ist entsprechend gestaltet.
Da ein Großteil der Bevölkerung heute vom Tourismus lebt, gibt es inzwischen viele Motels und Bed & Breakfastplätze sowie eine Jugendherberge. Dennoch sind viele Unterkünfte zur Hauptsaison ausgebucht, denn in dieser Zeit kommen die meisten Besucher, um mit einer der von BC Ferries unterhaltenen Fähren die berühmte Inside Passage bis nach Prince Rupert und weiter nach Alaska zu befahren. Die etwa 16-Stunden dauernde Fahrt nach Prince Rupert ist bekannt für die nahezu unberührte Landschaft und die dort zu sehenden Wale und Delfine.
Das regionale Kunsthandwerk ist deutlich von indigenen Künstlern geprägt. Galerien an der Market Street bieten deren Schnitzarbeiten an. Das gilt noch mehr für die Künstler bei Fort Rupert. Unmittelbar um den Ort leben die First Nations der Quatsino, die Gwa'Sala-'Nakwaxda'xw First Nation und die Kwakiutl, sowie wenig entfernt um Fort Rupert.
Filomi Days, abgekürzt Fi-Lo-Mi, steht für „Fishing-Logging-Mining“ und ist eine Veranstaltung, die meist am dritten Wochenende im Juli stattfindet. Bei diesem Fest werden hauptsächlich Wettbewerbe in den namensgebenden Disziplinen ausgetragen.

## Söhne und Töchter der Stadt
- Chris Murray (* 1974), Eishockeyspieler und -trainer